# Phyllagathis fengii
Phyllagathis fengii är en tvåhjärtbladig växtart som beskrevs av Carlo Hansen. Phyllagathis fengii ingår i släktet Phyllagathis och familjen Melastomataceae. Inga underarter finns listade i Catalogue of Life.